# جنتی عطایی
جنتی عطایی نام خانوادگی افراد زیر است:
- ایرج جنتی عطایی،  شاعر، ترانه‌سرا، نمایشنامه‌نویس و کارگردان تئاتر سرشناس ایرانی
- ابوالقاسم جنتی عطایی، نویسنده، مترجم، روزنامه‌نگار و نمایشنامه‌نویس برجسته ایرانی